# Małgorzata Jabłońska
Małgorzata Jabłońska (ur. 16 maja 1998 w Białymstoku) – polska aktorka z niepełnosprawnością.
Wolontariuszka Roku 2009 w Ogólnopolskim Konkursie Barwy Wolontariatu.
Bohaterka etiudy Krótki film o Małgosi – A short film about Margaret autorstwa nastoletnich sióstr: Agnieszki i Zofii Aleksandry Tucholskich. Etiuda zdobyła pierwsze miejsce w konkursie „Filmoteka Szkolna. Akcja!”.
Laureatka międzynarodowej nagrody „World Down Syndrome Day Awards 2011”.
Uczestniczka letniego młodzieżowego projektu filmowego „Kręcimy Film! 2”, realizowanego w Krasnymstawie w 2012. W filmie młodzieżowym Królewna zagrała siostrę tytułowej bohaterki.
W 2016 laureatka konkursu „Lady D im. Krystyny Bochenek” na szczeblu wojewódzkim w kategorii „Dobry Start”.
W 2010 i od 2013 roku gra w serialu TVP Blondynka (Samanta Traczyk, córka Wójta).

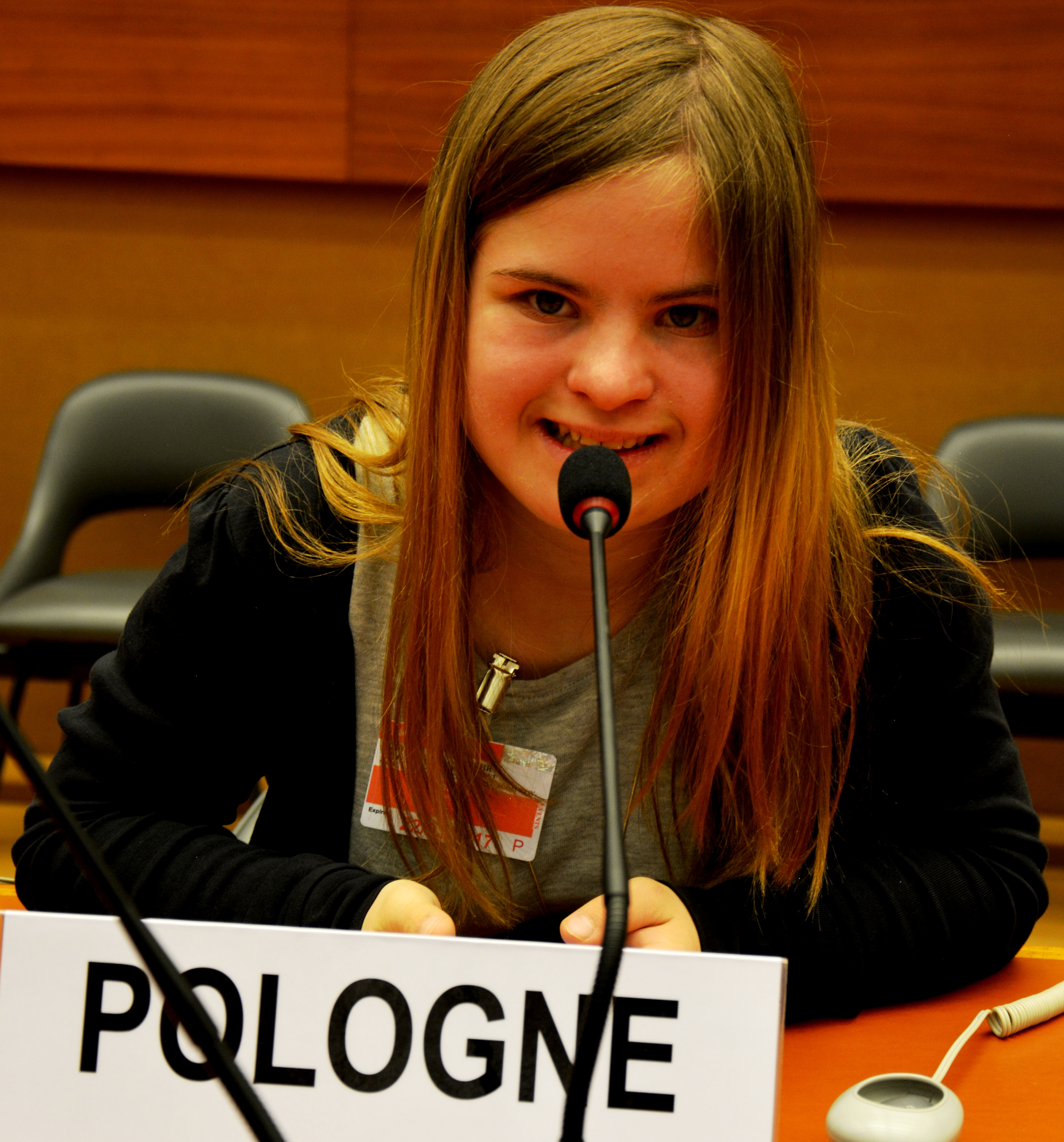
W oficjalnej roli self-adwokata Europejska Siedziba ONZ, Genewa, 21.03.2018

Reprezentantka polskiego środowiska osób z zespołem Downa na konferencji w Biurze ONZ w Genewie w latach 2017–2019.
20 marca 2020 roku – delegatka na konferencję z okazji obchodów Światowego Dnia Zespołu Downa w Siedzibie ONZ w Nowym Jorku. Konferencja, z powodu trwającej pandemii COVID-19, odbyła się za pośrednictwem urządzeń telekomunikacyjnych.